# Oude Molen (Bergen op Zoom)
Oude Molen is een buurtschap in de gemeente Bergen op Zoom in de Nederlandse provincie Noord-Brabant. Het ligt in het noordwesten van de gemeente, tussen Lepelstraat en Halsteren.
Stad: Bergen op Zoom      Dorpen: Halsteren · Lepelstraat

Buurtschappen: Heihoefke · Heimolen · Kijkuit · Kladde · Klutsdorp · Nieuwe Molen · Oude Molen · Slikkenburg · Spinolaberg · Vetterik · Waterkant · Zuidgeest

Noord-Brabant: Steden en dorpen      Nederland: Provincies · Gemeenten